# Nie ma końca wielkiej wojny
Nie ma końca wielkiej wojny – polski krótkometrażowy film fabularny z 1959 roku w reżyserii Jana Łomnickiego.

## Fabuła
Jedno popołudnie z życia kalekiego mężczyzny, który na specjalnie skonstruowanej platformie na kółkach porusza się wokół nowiutkiego Pałacu Kultury i Nauki w Warszawie. Pozbawiony w trakcie wojny obu nóg człowiek zajmuje się teraz sprzedawaniem oprawek na dowody osobiste, tramwajowe i kolejowe. Bohater porusza się na platformie wokół tętniącego życiem Placu Defilad i obserwuje nogi pojawiających się w filmie postaci – dzieci, żołnierzy, a nawet wykutych na frontonie Pałacu rzeźbach. Nogi zastygłe, nogi kręcące pedałami rowerów, nogi chlapiące wodą w fontannie. Pod wpływem emocji kaleka zjeżdża rozpędzony ze schodów i wpada pod nadjeżdżający samochód. Zostaje podniesiony przez tłum gapiów i bohatersko osadzony na klapie śmietnika. Za chwilę odjeżdża na swojej platformie przez milczący szpaler widzów. 

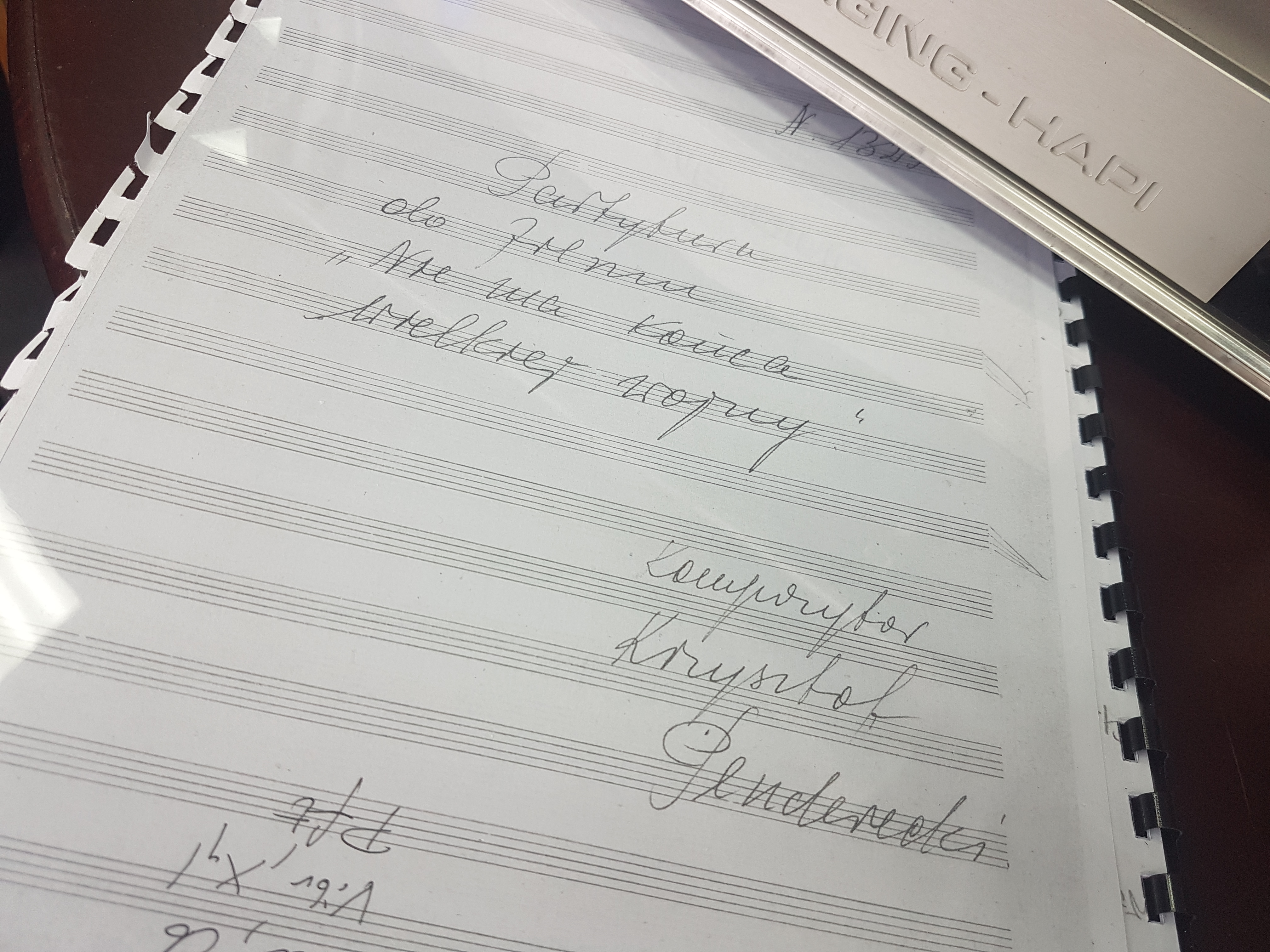
Okładka rękopisu partytury Krzysztofa Pendereckiego z muzyką do filmu Nie ma końca wielkiej wojny w reż. Jana Łomnickiego (WFDiF Warszawa, 1959)

## Muzyka Krzysztofa Pendereckiego[2]
Czarno-biały film, trwający niecałe osiem minut, jest filmem niemym. Opisany jest jako w źródłach obraz dokumentalny lub film publicystyczny, ale jest to film fabularny krótkometrażowy. Ważną rolę w filmie odgrywa muzyka Krzysztofa Pendereckiego, dla którego był to pierwszy kontakt z kinem. W filmie nie ma dialogów czy wypowiedzi bohatera i muzyka przejmuje narrację i oddaje stan emocjonalny głównej postaci. Napisana na skład kameralny partytura (flet, klarnet, trąbka, fortepian, altówka, kontrabas, perkusja) jest mocno złowieszcza i kontrastuje z wszechobecnym czarno-białym słońcem w filmie. Muzyka jest projekcją myśli i emocji głównego bohatera, liczy wolno upływający czas w jego głowie, wyraża żal, ból i rozgoryczenie. Przez zastosowane techniki wykonawcze (tłumiki, glissanda, tremola) dociera do widza ażurowo, trochę zza szyby tak, jak powojenny, odbudowany świat postrzega bohater filmu. W tej muzyce Penderecki jest już bliski Polymorphii czy Trenu.